# Chasm: The Rift
Chasm: The Rift é um jogo de computador da categoria de tiro em primeira pessoa desenvolvido pela ActionForms e WizardWorks Software sendo distribuído pela GT Interactive software lançado em 1997 pouco após o lançamento de Quake.